# باتريك أستروم
باتريك أستروم (بالسويدية: Patrik Åström)‏ هو لاعب كرة قدم سويدي، ولد في 28 أغسطس 1987 في هلسينغبورغ في السويد. لعب مع نادي هلسينغبورغ.

## وصلات خارجية
- باتريك أستروم على موقع اتحاد السويد (السويدية)
- باتريك أستروم على موقع قاعدة بيانات كرة القدم.إي يو (الإنجليزية)